# Вейца
Ве́йца (пол. Wiejca) — село в Польше в сельской гмине Кампинос Западно-Варшавского повета Мазовецкого воеводства.
Село располагается в 4 км от административного центра сельской гмины Кампинос, в 22 км от административного центра повета города Ожарув-Мазовецкий и в 35 км от административного центра воеводства города Варшава.
В 1975—1998 годах село входило в состав Варшавского воеводства.
К югу от села находится радиорелейная станция, которая с 1974 по 1991 год использовалась для радиосвязи между Варшавой и радиомачтой в Константинове.